# Paragwaj na Letnich Igrzyskach Olimpijskich Młodzieży 2010
Paragwaj na Letnich Igrzyskach Olimpijskich Młodzieży w Singapurze w 2010 reprezentować będzie 3 sportowców w 2 dyscyplinach.

## Tenis
Mężczyzn
- Diego Galeano

Kobiet
- Verónica Cepede Royg

## Tenis stołowy
- Axel Gavilan